# II liga polska w hokeju na lodzie (1974/1975)
II liga polska w hokeju na lodzie 1974/1975 – 20. sezon drugiego poziomu ligowego hokeja na lodzie w Polsce. Został rozegrany na przełomie 1974 i 1975 roku.
Przed sezonem władze PZHL wprowadziły nowy system rozgrywek, w myśl którego w sezonie zasadniczym w dwóch grupach (Północ i Południe) uczestniczyło po osiem zespołów, zaś w drugiej fazie sezonu cztery pierwsze drużyny rywalizowały ze sobą o mistrzostwo i awans do I ligi, natomiast ekipy z miejsc 5-8 miały walczyć o utrzymanie.

## Grupa Północna
- Boruta Zgierz
- Dolmel Wrocław
- GKS Tychy
- Stal Toruń
- Stilon Gorzów
- Stoczniowiec Gdańsk
- Włókniarz Zgierz
- Zjednoczeni Września

Rywalizację w Grupie Północ wygrał zespół GKS Tychy.

## Grupa Południowa

### Wyniki sezonu zasadniczego
| - I dwumecz – 05-06.X.1974: - Chemik Kędzierzyn-Koźle – Stal Sanok 0:2 (0:1, 0:1, 0:0), 3:9 (0:2, 0:5, 3:2) - GKS Jastrzębie – KTH Krynica 3:5, 4:5 - Polonia Bytom – Odra Opole - Zagłębie II Sosnowiec – Cracovia 3:9 (0:5, 3:0, 0:4), 4:8 - II dwumecz – 12-13.X.1974: - Stal Sanok – KTH Krynica 6:5 (1:1, 4:2, 2:3), 3:5 (0:3, 1:0, 2:2) - Odra Opole – Cracovia 3:9, 2:5 - Chemik Kędzierzyn-Koźle – Polonia Bytom - III dwumecz – 19-20.X.1974: - Polonia Bytom – Stal Sanok 4:2 (1:0, 2:2, 1:0), 5:6 (0:2, 4:3, 1:1) - Chemik Kędzierzyn-Koźle – Cracovia 3:4 (0:1, 2:2, 1:1), 1:11 - KTH Krynica – Zagłębie II Sosnowiec 13:4 (5:1, 3:2, 5:1), 8:3 - GKS Jastrzębie – Odra Opole 8:3, 3:3 - IV dwumecz – 26-27.X.1974: - Stal Sanok – Zagłębie II Sosnowiec 7:0 (0:0, 3:0, 4:0), 7:2 (2:2, 2:0, 3:0) - Odra Opole – KTH Krynica 7:8 (2:1, 2:5, 3:2), 2:9 - Polonia Bytom – Cracovia 3:5 (1:2, 1:0, 1:3), 2:5 - Chemik Kędzierzyn-Koźle – GKS Jastrzębie 1:4, 2:12 - V dwumecz – 02-03.XI.1974: - Cracovia – Stal Sanok 4:1 (2:0, 1:0, 1:1), 9:1 (3:1, 3:0, 3:0) - KTH Krynica – Chemik Kędzierzyn-Koźle 10:3, 2:3 - GKS Jastrzębie – Polonia Bytom 2:1, 2:3 - Zagłębie II Sosnowiec – Odra Opole - VI dwumecz – 09-10.XI.1974: - Stal Sanok – Odra Opole 4:3 (1:1, 2:1, 1:1), 4:4 (0:2, 3:1, 1:1) - Chemik Kędzierzyn-Koźle – Zagłębie II Sosnowiec 0:8, 1:0 - Polonia Bytom – KTH Krynica 5:9 (1:4, 1:4, 3:1), 2:6 - Cracovia – GKS Jastrzębie 6:6 (3:4, 3:1, 0:1), 3:1 - VII dwumecz – 23-24.XI.1974: - GKS Jastrzębie – Stal Sanok 5:3 (2:1, 2:0, 1:2), 2:6 (1:2, 0:2, 0:2), - KTH Krynica – Cracovia 7:3 (3:0, 3:0, 1:3), 4:7 - Odra Opole – Chemik Kędzierzyn-Koźle 1:1, 2:2 - Zagłębie II Sosnowiec – Polonia Bytom 1:6, 0:4 |  | - I dwumecz – 07-08.XII.1974: - Stal Sanok – Chemik Kędzierzyn-Koźle 9:4 (3:3, 1:1, 5:0), 8:1 (4:0, 3:0, 1:1) - GKS Jastrzębie – KTH Krynica 3:4 (2:2, 1:0, 0:2), 6:9 - Odra Opole – Polonia Bytom 1:0, 1:4 - Cracovia – Zagłębie II Sosnowiec - II dwumecz – 14-15.XII.1974: - KTH Krynica – Stal Sanok 4:7 (2:2, 1:2, 1:3), 7:3 (0:0, 4:1, 3:2) - Cracovia – Odra Opole 9:7 (4:3, 4:3, 1:1), 4:5 - Polonia Bytom – Chemik Kędzierzyn-Koźle 8:1, 6:2 - III dwumecz – 04-05.I.1975: - Stal Sanok – Polonia Bytom 3:4 (1:2, 1:2, 1:0), 3:3 (1:1, 2:0, 0:2) - Cracovia – Chemik Kędzierzyn-Koźle 8:1, 9:2 - Zagłębie II Sosnowiec – KTH Krynica - Odra Opole – GKS Jastrzębie 1:0, 5:2 - IV dwumecz – 11-12.I.1975: - Zagłębie II Sosnowiec – Stal Sanok - KTH Krynica – Odra Opole 10:2 (1:1, 4:1, 5:0), 3:2 (2:1, 0:1, 1:0) - Cracovia – Polonia Bytom 3:3 (1:0, 2:2, 1:0), 1:2 (1:1, 0:0, 0:1) - GKS Jastrzębie – Chemik Kędzierzyn-Koźle - V dwumecz – 18-19.I.1975: - Stal Sanok – Cracovia 3:10 (0:3, 2:5, 1:2), 7:1 (4:0, 3:0, 0:1) - Chemik Kędzierzyn-Koźle – KTH Krynica 5:11 (1:2, 0:4, 4:5), 4:10 (1:3, 0:5, 2:3) - Polonia Bytom – GKS Jastrzębie 3:3, 7:3 - Odra Opole – Zagłębie II Sosnowiec - VI dwumecz – 25-26.I.1975: - Odra Opole – Stal Sanok 1:4 (0:1, 0:1, 1:2), 4:5 (3:0, 1:4, 0:1) - Chemik Kędzierzyn-Koźle – Zagłębie II Sosnowiec 0:8, 1:0 - KTH Krynica – Polonia Bytom 9:3, 9:3 - GKS Jastrzębie – Cracovia 4:3, 1:9 - VII dwumecz – 01-02.II.1975: - Stal Sanok – GKS Jastrzębie 4:1 (1:1, 2:0, 1:0), 2:3 (1:1, 0:1, 1:1), - Cracovia – KTH Krynica 4:1 (1:0, 2:0, 1:1), 7:9 (0:3, 2:3, 5:3) - Odra Opole – Chemik Kędzierzyn-Koźle 3:3, 9:1 - Polonia Bytom – Zagłębie II Sosnowiec 1:6, 0:4 |

### Tabela sezonu zasadniczego
| Msc. | Zespół                  | M  | Pkt | W  | R | P  | G + | G - | +/-  |
| ---- | ----------------------- | -- | --- | -- | - | -- | --- | --- | ---- |
| 1    | KTH Krynica             | 24 | 36  | 18 | 0 | 6  | 160 | 99  | +61  |
| 2    | Cracovia                | 24 | 34  | 16 | 2 | 6  | 139 | 79  | +60  |
| 3    | Stal Sanok              | 24 | 28  | 13 | 2 | 9  | 105 | 92  | +13  |
| 4    | Polonia Bytom           | 24 | 25  | 11 | 3 | 10 | 87  | 86  | +1   |
| 5    | GKS Jastrzębie          | 24 | 23  | 10 | 3 | 11 | 106 | 95  | +11  |
| 6    | Odra Opole              | 24 | 17  | 6  | 5 | 13 | 79  | 105 | -26  |
| 7    | Chemik Kędzierzyn-Koźle | 24 | 5   | 1  | 3 | 20 | 51  | 171 | -120 |
| 8    | Zagłębie II Sosnowiec   | –  | –   | –  | – | –  | –   | –   |      |

- = kwalifikacja do eliminacji o I ligę
- = spadek do III ligi
- W trakcie sezonu udziału w rozgrywkach zaprzestała drużyna Zagłębia Sosnowiec, a jej wyniki z innymi zespołami nie zostały uwzględnione w powyższej tabeli.

### Turniej finałowy
Zgodnie z decyzję PZHL, w odróżnieniu od poprzednich edycji II ligi, awansu do I ligi nie uzyskał bezpośrednio zwycięzca grupy II ligi, lecz przyjęto model kwalifikacji czterech pierwszych zespołów w tabeli do turnieju finałowego, który wyłoniły triumfatora rozgrywek premiowanego przyznaniem miejsca w najwyższej klasie rozgrywkowej. Rozgrywkę przeprowadzono systemem sześciu dwumeczów pomiędzy zespołami, zaś przy ustalaniu tabeli końcowej uwzględniono zdobycz punktową z sezonu zasadniczego.
- I dwumecz – 08-09.II.1975[44][45]:
  - Cracovia – Stal Sanok 7:3 (3:0, 2:3, 2:0), 5:4 (1:1, 3:2, 1:1)
  - KTH Krynica – Polonia Bytom 5:4 (2:2, 1:1, 2:1), 8:1 (3:1, 3:0, 2:0)
- II dwumecz – 15-16.II.1975[46][47][48]:
  - Polonia Bytom – Stal Sanok 5:2 (2:0, 2:0, 1:2), 5:8 (2:3, 0:3, 3:2)
  - KTH Krynica – Cracovia 6:3 (3:1, 1:0, 2:2), 3:0 (0:0, 1:0, 2:0)
- III dwumecz – 22-23.II.1975[49][50]:
  - Stal Sanok – KTH Krynica 6:8 (2:4, 2:1, 2:3), 6:9 (1:6, 1:1, 4:2)
  - Cracovia – Polonia Bytom 7:2 (1:1, 4:0, 2:1), 7:2 (3:0, 2:1, 2:1)
- IV dwumecz – 01-02.III.1975[51][52][53]:
  - Stal Sanok – Cracovia 1:10 (0:1, 1:4, 0:5), 4:10 (2:4, 1:4, 1:2)
  - Polonia Bytom – KTH Krynica 3:7, 4:8
- V dwumecz – 08-09.III.1975[54][55]:
  - Stal Sanok – Polonia Bytom 3:4 (2:3, 1:1, 0:0), 4:3 (2:1, 2:1, 0:1)
  - Cracovia – KTH Krynica 5:3 (1:1, 3:2, 1:0), 4:7 (0:1, 1:4, 3:2)
- VI dwumecz – 15-16.III.1975[56][57][58]:
  - KTH Krynica – Stal Sanok 6:6 (3:4, 1:0, 2:2), 3:6 (0:1, 1:4, 2:1)
  - Polonia Bytom – Cracovia 3:2, 2:9

### Tabela po turnieju finałowym
| Msc. | Zespół        | M  | Pkt | W  | R | P  | G + | G - | +/- |
| ---- | ------------- | -- | --- | -- | - | -- | --- | --- | --- |
| 1    | KTH Krynica   | 36 | 55  | 27 | 1 | 8  | 234 | 146 | +88 |
| 2    | Cracovia      | 36 | 50  | 24 | 2 | 10 | 208 | 119 | +89 |
| 3    | Stal Sanok    | 36 | 35  | 16 | 3 | 17 | 158 | 167 | -9  |
| 4    | Polonia Bytom | 36 | 31  | 14 | 3 | 19 | 125 | 157 | -32 |

- = awans do I ligi
- W „Gazecie Sanockiej – Autosan” 8/1975 podano bilans Stali Sanok: 38 meczów, w których drużyna uzyskała 18 zwycięstw, 3 remisy i 17 porażek, co oznacza że w tym podsumowaniu uwzględniono dwa spotkania wygrane z Zagłębiem II Sosnowiec, których nie uwzględniono w powyższych tabelach[59].

Rywalizacja o 5. miejsce
- Odra Opole – GKS Jastrzębie 2:9, 2:4[60]